# Femmes en mouvement
Ne doit pas être confondu avec Des femmes en mouvements.
 (juin 2022).
Femmes en Mouvement est une association française visant à constituer un réseau professionnel féminin de la mobilité et du transport de personnes. Elle a été créée sous sa forme actuelle en 2015. Elle avait été précédée en 1993 par une première association d'élues dans le cadre du GART.

## Histoire

### Les années 1990
C'est à l'occasion du congrès du Groupement des autorités responsables de transport organisé à Nantes en 1993 sur le thème « Qui décide ? » qu'un groupe de femmes responsables d'Autorités organisatrices de transport (AOT), membres dudit GART décide de constituer un outil d'échanges et de réflexion des élues et des élus responsables du transport sur la place des femmes dans les autorités chargées des questions de transport.
Créée sur le constat de la forte représentation des femmes dans la clientèle du transport public mais de leur très faible représentation dans les instances de décision, Femmes en Mouvement se fixe alors comme missions :
- participer au moment de la recherche et de la conception de produits nouveaux, notamment sur les aspects de la sécurité, de l'accessibilité, de la configuration intérieure ou du respect de l'environnement ;
- mettre à disposition des élus responsables de transport et des industriels des informations sur les attentes des femmes à partir des travaux que l'association conduit, des informations qu'elle recueille de l'expérience personnelle et professionnelle de ses adhérentes et du réseau européen qu'elle a initié et auquel elle participe ;
- susciter et animer le débat sur les déplacements en proposant des solutions pragmatiques et innovantes ;
- agir « pour que les femmes puissent faire entendre leur point de vue dans le monde des transports publics, mais aussi pour que les transports publics soient pris en compte quand il est question du rôle des femmes dans l'aménagement du territoire ou de la ville ».

Cette association a pour présidente successivement Yvette Duval (maire de Plouzané de 1989 à 2001, vice-présidente du conseil général du Finistère et conseillère régionale de Bretagne) et Catherine Coutelle, adjointe au maire de Poitiers chargée des déplacements (1995-2001) ensuite députée de la Vienne. La secrétaire du Bureau est Francine Loiseau, journaliste-éditrice (Amarcande) et son adjointe Véronique Michaud, secrétaire générale du Club des villes cyclables.

### Depuis 2015
Femmes en Mouvement est recréé à Paris en 2015 à la suite du premier colloque international consacré à la mobilité avec 100% d’intervenantes féminines,, organisé par Marie-Xavière Wauquiez, Élisabeth Oger, Marie Stéphan, Nathalie Ancelin, Véronique Haché, Claire Gervais, Véronique Michaud et Pauline Depoorter.
Les objectifs assignés à l'association sont les suivants:
- démontrer que les expertes et professionnelles femmes sont nombreuses et ont toute leur place dans ce domaine et ont toute la légitimité nécessaire pour intervenir sur le sujet
- qu'elles agissent, innovent, acquièrent un leadership croissant et gagnant dans une branche en pleine mutation
- créer un réseau transversal inter-organisations pour favoriser les carrières des femmes dans le secteur des transports.

#### Structure
L'association est présidée par Marie-Xavière Wauquiez. La vice-présidente a d'abord été Marion Apaire, depuis 2019 il s'agit de Zakia Sidhoum. Aline Delatte était secrétaire et Raphaëlle Franklin trésorière jusque septembre 2021. En septembre 2021, un nouveau bureau est élu : Christine Chary est devenue secrétaire et Aline Delatte trésorière.

#### Antennes
En 2019, Femmes en Mouvement a lancé une antenne à Lyon. Cette antenne organise deux à trois évènements par an. L'antenne lyonnaise est dirigée par Christine Chary.
En mars 2022, Marie-Xavière Wauquiez et Anne-Sophie Gamblin lancent une antenne à Lille.

#### Activité
Femmes en Mouvement suit une méthode de réseautage mais l'association organise aussi environ un événement par mois.
- Le format "apéro" lors duquel les participants se réunissent autour d'une ou plusieurs intervenantes en soirée.
- Les évènements Transports au féminin, organisés en partenariat avec l'association Rêv'Elles[8].

En 2019, en partenariat avec Ville, Rails et transports, l'association créé le premier "prix de la mixité".
En 2020, l'association lance ses premiers évènements "Vélodacieuses", qui consistent à emmener un candidat aux élections municipales ou un ou une de ses représentantes sur un trajet du quotidien pour en analyser les points forts et les points à améliorer.
En 2021, Femmes en Mouvement a créé la première édition du jeu de 7 familles de la mobilité au féminin.

### Soutiens de l'association

#### Organisations
Depuis juin 2022 Femmes en Mouvement a le soutien de 21 organisations. Elles sont adhérentes de l'association et marquent ainsi leur engagement.
- Transdev
- Keolis
- UITP
- Feelobject
- SNCF Mixité
- Le Conseil by Egis
- Vélogik
- CFTR
- Vélo & territoires
- Egis rail
- Heetch
- Voi.
- Cyclofix
- Tier
- Kisio
- RATP Dev
- Club des villes & territoires cyclables et marchables
- Lime
- UTP
- Rekeep
- ViaID par Mobivia

#### Personnalités publiques et du secteur
L'association Femmes en Mouvement est soutenue par les femmes du secteur, certaines d'entre elles apparaissent dans le site de l'association. Parmi elles Élisabeth Borne, ex-ministre du travail et des transports et ex-présidente du groupe RATP. Anne-Marie Idrac soutient l'association depuis sa création.